# حقبة الحياة الوسطى
حقبة الحياة الوسطى (باللاتينية:  Mesozoic)، بالاغريقية: (meso = μεσο = وسط + zoe = ζῷον = حياة)، وهي ثاني حقبة من الحقب الجيولوجية الثلاثة لدهر البشائر والوسطى، امتدت من 251.902  ± 0.024 إلى 66 مليون سنة مضت، لمدة 185.902 مليون سنة تقريبا. يسمى أيضا "عصر الزواحف" و "عصر المخروطيات"
وفيها عصر الزواحف الكبري قبل 248 إلى 65 مليون سنة. وظهر فيه عصر الثدييات التي استمرت حتى عصرنا الحالي . تضم الحقبة الوسطى ثلاثة عصور جيولوجية : العصر الثلاثي والعصر الجوراسي والعصر الطباشيري

العصورالجيولوجية (فوق)

## أقسامه
| الحقبة         | العصر       | أهم الأحداث | البداية (م.س.مضت) |
| -------------- | ----------- | --- | ----------------- |
| الحياة الحديثة | الباليوجيني | أحدث | أحدث              |
| الحياة الوسطى  | الطباشيري   | منذ 135 إلى 65 مليون سنة. وفي آخره قبل 65 مليون سنة انقرضت الديناصورات بعد أن عاشت فوق الأرض 100 مليون سنة، ويسمى حدث انقراضها انقراض العصر الطباشيري-الثلاثي . زادت في العصر الطباشيري (الكريتاسي) أنواع وأعداد الثدييات الصغيرة البدائية كالكنغر والنباتات المزهرة التي انتشرت. وظهرت أشجار البلوط والدردار والأشنات . كما ظهرت الديناصورات ذات الريش والتماسيح . ومنذ 120 مليون سنة عاشت سمكة البكنودونت الرعاشة وطيور الهيسبرنيس بدون أجنحة والنورس ذو الأسنان وكان له أزيز وفحيح. وكانت الزواحف البحرية لها أعناق كالثعابين. ومنذ 100 مليون سنة ظهرت سلحفاة الأركلون البحرية وكان لها زعانف تجدف بها بسرعة لتبتعد عن القروش وقناديل البحر. ومنذ 80 مليون سنة كان يوجد بط السورولونس العملاق الذي كان يعيش بالماء وكان ارتفاعه 6 م وله عرف فوق رأسه. وفي هذه الفترة عاش ديناصور اليرانصور المتعطش للدماء وكان له ذراعان قصيرتان وقويتان ليسير بهما فوق اليابسة، وكانت أسنانه لامعة وذيله لحمي طويل وغليظ ومخالبه قوية وكان يصدر فحيحا. وكان يوجد حيوان الإنكلوصور الضخم وهو من الزواحف العملاقة وكان مقوس الظهر وجسمه مسلح بحراشيف عظمية. وشهد هذا العصر نشاط الإزاحات لقشرة الأرض وأنشطة بركانية، وفيه وقع انقراض أودي بحياة الديناصورات منذ 65 مليون سنة، وقضي علي 50% من أنواع اللافقاريات البحرية. وتشير البحوث إلى أن سببه مذنب هائل هوي وارتطم بالأرض مما غطى سماء الارض بالغبار والغازات فحجبت الشمس لسنين طويلة ونشاط البراكين المحتدمة التي تفجرت فوقها. ومنذ 70 مليون سنة ظهرت حيوانات صغيرة لها أنوف طويلة، وكانت تمضغ الطعام بأسنانها الحادة وتعتبر الأجداد الأوائل للفيلة والخرتيت وأفراس البحر والحيتان المعاصرة. | 143.1 ± 0.6       |

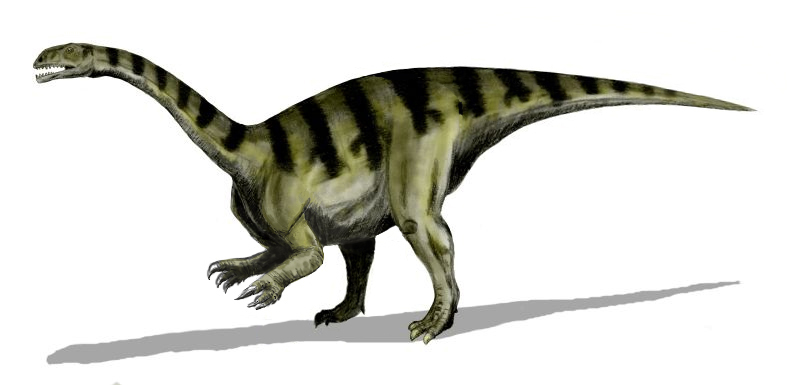
عظاءة مسطحة (عظايا مسطحة)

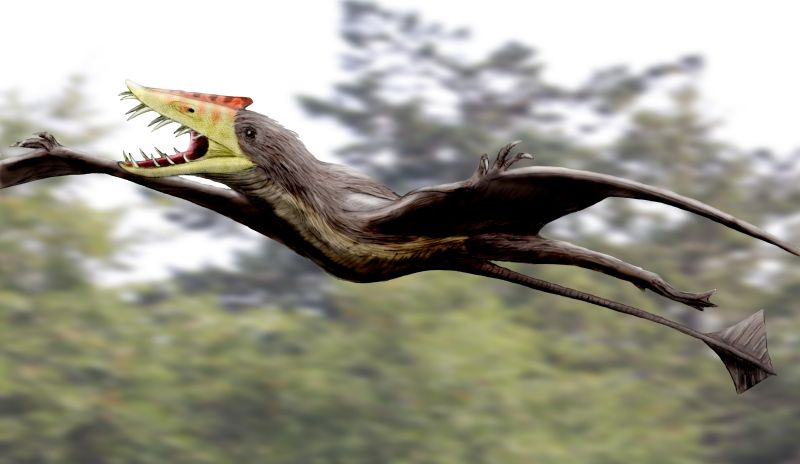
Sericipterus

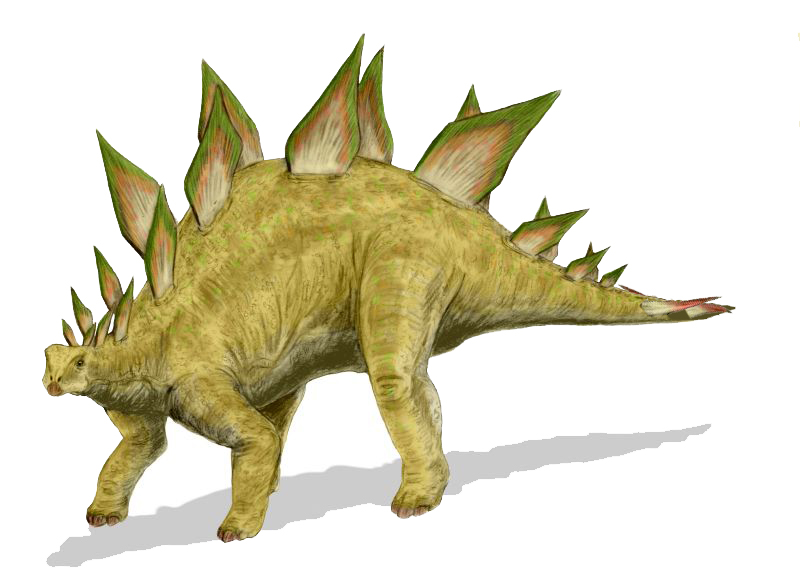
ستيغوصور

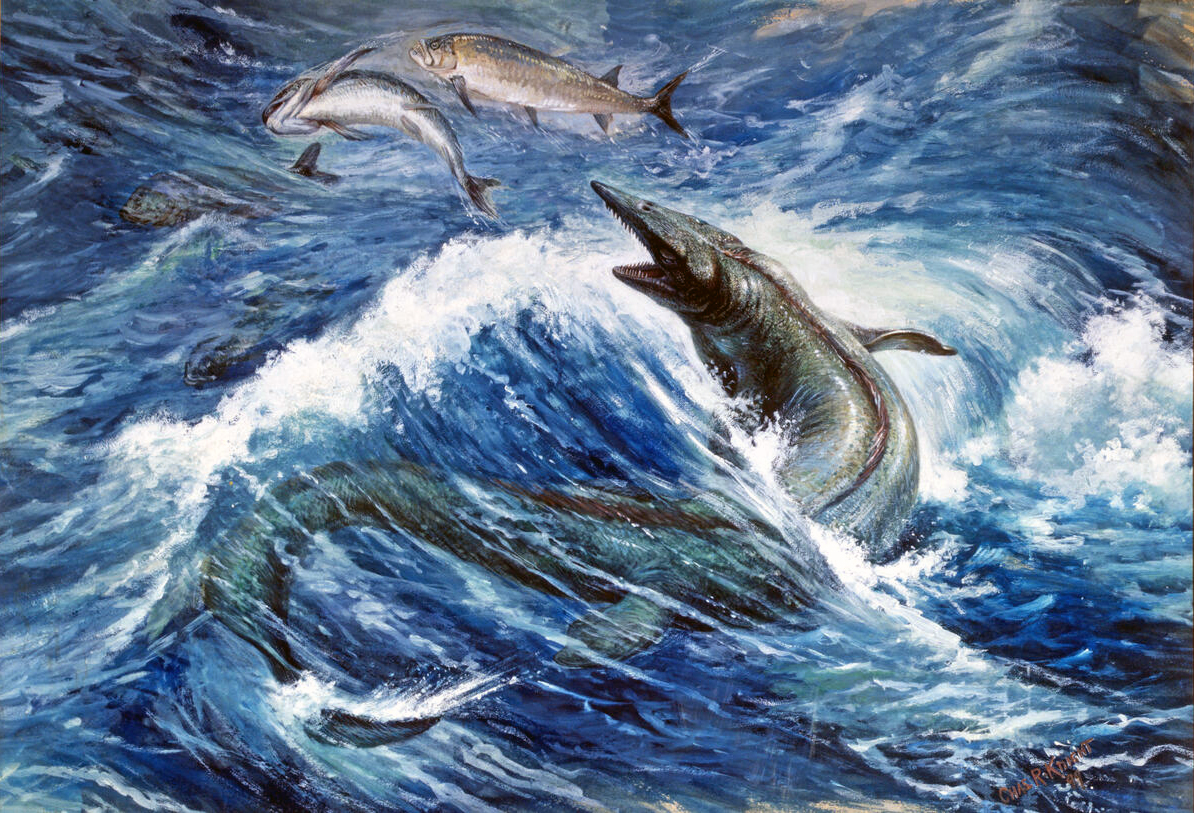
Tylosaurus (من موزاصوريات) يصطاد Xiphactinus

| الحياة الوسطى  | الجوراسي    | عصر الديناصورات العملاقة منذ 181 إلى 135 مليون سنة، وفيه ظهرت حيوانات الدم الحار وبعض الثدييات والنباتات الزهرية. مع بداية ظهور الطيور والزواحف العملاقة بالبر والبحر. ومنذ 170 إلى 70 مليون سنة كانت توجد طيور لها أسنان وكانت تنقنق وتصدر فحيحا. كما ظهرت في هذه الفترة الدبلودوكس أكبر الزواحف التي ظهرت وكانت تعيش في المستنقعات، وكان له رقبة ثعبانية طويلة ورأس صغير يعلو به فوق الأشجار العملاقة. وظهرت الزواحف الطائرة ذات الشعر والأجنحة وكانت في حجم الصقر. وظهر طائر الإركيوبتركس وهو أقدم طائر وكان في حجم الحمامة. وكانت أشجار السرخس ضخمة ولها أوراق متدلية فوق الماء وأشجار الصنوبر كان لها أوراق عريضة وجلدية (حاليا أوراقها إبرية). ومنذ 139 مليون سنة ظهرت الفراشات وحشرات مثل النمل والنحل البدائية. وقد حدث به انقراض صغير قبل 190 إلى 160 مليون سنة. | 201.4 ± 0.2       |
| الحياة الوسطى  | الثلاثي     | العصر الثلاثي بعد حدث انقراض العصر البرمي الترياسي قبل 250 مليون سنة. بدأ العصر الترياسي منذ 230 وانتهى قبل 180 مليون سنة. فيه ظهرت الديناصورات الأولية والثدييات والقواقع وبعض الزواحف كالسلحفاة والذباب والنباتات الزهرية . وقد انتهي هذا العصر بانقراض صغير قضى علي 35% من الحيوانات منذ 213 مليون سنة (أنظر الصورة) بما فيها بعض البرمائيات والزواحف البحرية مما جعل الديناصورات تسود في عدة جهات فوق الأرض. | 251.902 ± 0.024   |
| الحياة القديمة | البرمي      | أقدم | أقدم              |

## التوزيع الجغرافي
كانت جميع القارات متحدة في قارة عظمى تسمي بانجيا مع مطلع الحقبة الوسطى. ثم انفصلت أجزاؤها وانزاحت بحيث اقتربت من توزيعها الحالي عند نهاية العصر الطباشيري. الصور التالية توضح انزياح القارات خلال الحقبة الوسطى عبر نحو 130 مليون سنة، من اليسار إلى اليمين ؛ ويرى اقترابها إلى توزيعها الحالي قبل نحو 90 مليون سنة.

## المناخ

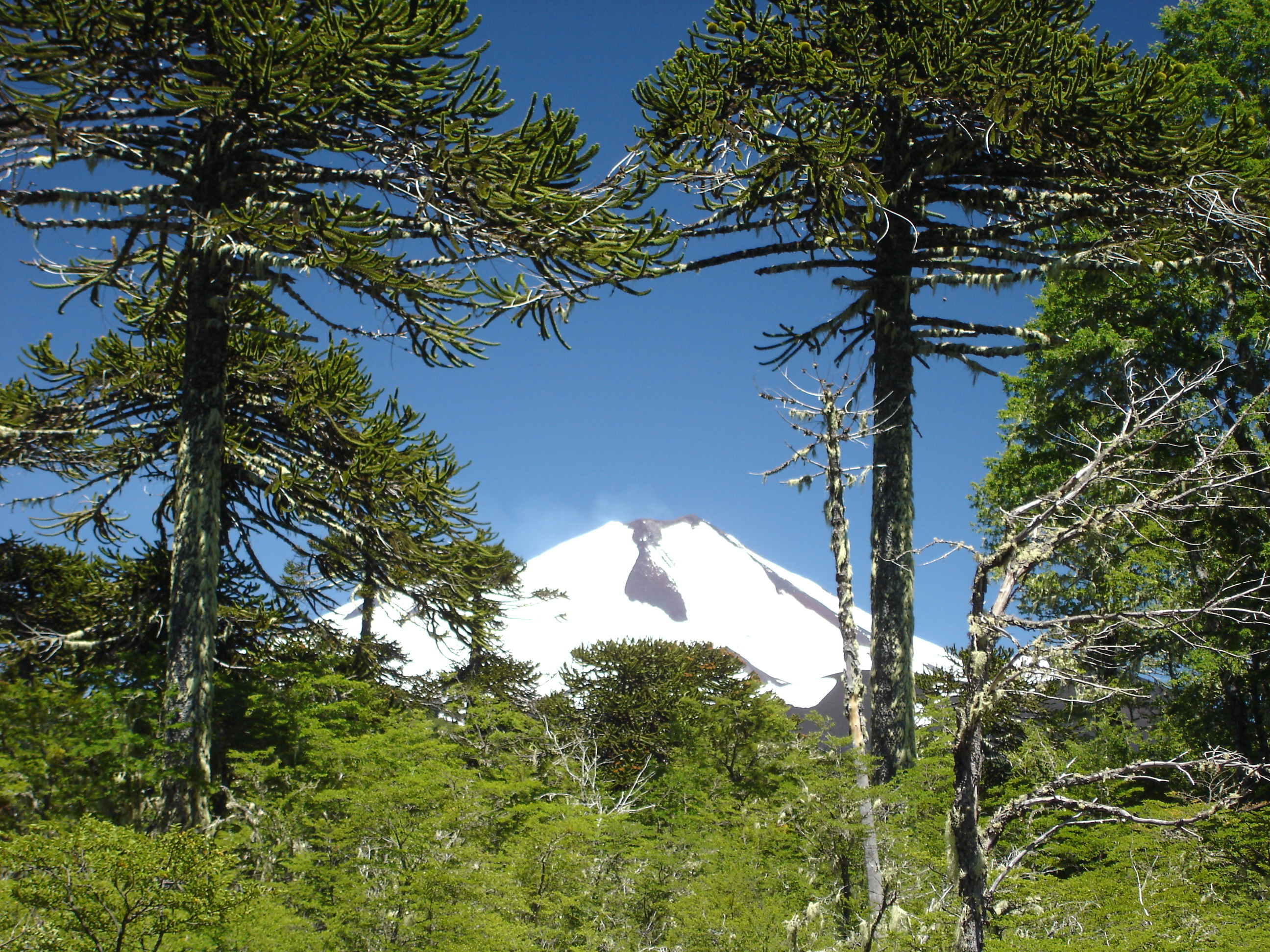
انتشرت أشجار الزان الجنوبي خلال الحقبة الوسطى. كما بدأت نباتات مزهرة في الظهور لكنها لم تنتشر إلا خلال العصر السينوزوي (قبل 70 مليون سنة حتى الآن).

بتتابع انشقاق القارة العظمى بانجي تعرضت الحقبة الوسطى لمناخ دائم التغير.
- وجدت خلال الفترة الأولي من الحقبة الوسطى صحراوات كبيرة مقاربة لمساحة الصحراء الكبرى الحالية.

وبظهور بحر تيثيس في مطلع الحقبة الوسطى أيضا أصبح المناخ رطبا، وبدأ انقسام القارة العظمى.
كان المناخ استوائيا بصفة عامة وكان متماثلا في بقاع كبيرة من الأرض حيث أن المحيطات التي نعرفها اليوم : المحيط الأطلسي والمحيط الهادي والمحيط الهندي لم تكن قد تكونت بعد، وكانت حركات المياه متوزعة بالتساوي تقريبا، حتى أن المناطق القطبية كانت خالية من الجليد.
وبانقسام القارة العظمى بانجيا وظهور المحيط الأطلسي وبدأ تكون القارات خلال العصر الجوراسي انقطعت دورة المياه وبدأ المناخ يتغير بحسب موقع القارات.
ويمكن معرفة ذلك من حلقات جذوع الأشجار المتحجرة التي عثر عليها في جهات كثيرة من العالم. ومع نهاية العصر الطباشيري (الكريتاسي) وضياع تماثل درجة الحرارة في جميع القارت بدأ ظهور الفصول المناخية، وبدأت مناطق باردة تنتشر في شمال الكرة الأرضية وجنوبها عند القطبين.

## الحياة خلال الحقبة الوسطى

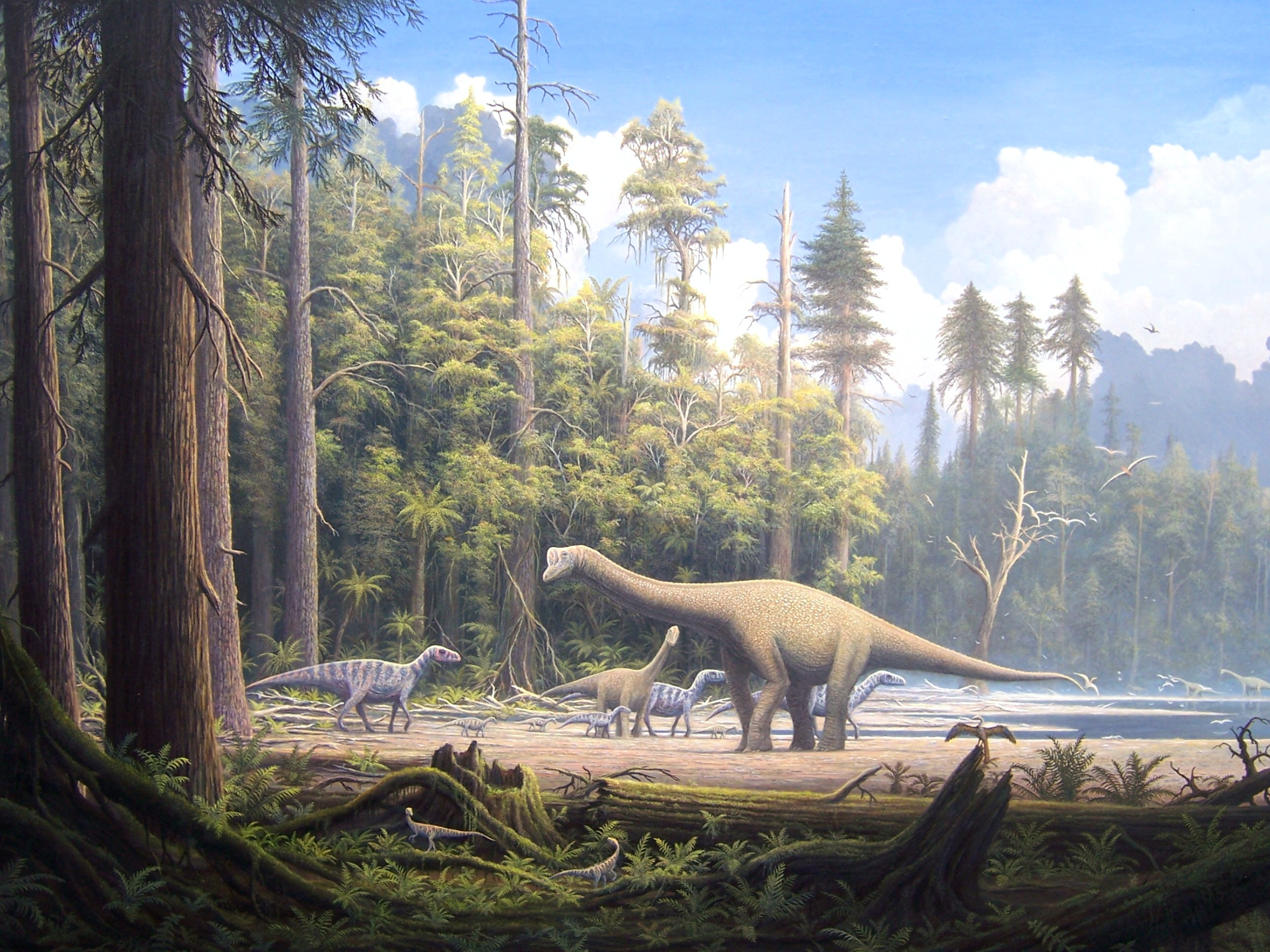
الديناصورات سادت الأرض خلال الحقبة الوسطى.

بدأت الحقبة الوسطى التي استغرقت نحو 140 مليون سنة (بين 200 إلى 65 مليون سنة سبقت) بعد حدث انقراض العصر البرمي الترياسي عند نهاية العصر البرمي ، ولا زال سبب هذا الانقراض غير معروف ؛ وفي هذا الحدث الأكبر في تاريخ الأرض أودت بحياة نحو 75% - 90 % من جميع ما على الأرض من حيوانات ونباتات. وقد ساعد ذلك على تطور أنواع جديدة من النبات والحيوان.
ظهرت الديناصورات التي سادت في الأرض، ثم انقرضت هي الأخرى بعد أن عاشت نحو 100 مليون سنة، حيث حدث انقراض أخر وهو انقراض العصر الطباشيري-الثلاثي قبل 65 مليون سنة. في هذا الانقراض ماتت الديناصورات وبقيت أسلاف الطيور وأسلاف التماسيح التي نعاصرها اليوم.
وتطورت حيوانات بتيروصورات وأنواع كثيرة من الزواحف المائية، ولكنها انتهت هي الأخرى وانقرضت في أواخر الحقبة الوسطى قبل 65 مليون سنة.
وظهرت خلاف ذلك حيوانات ثديية صغيرة وكبيرة، كما ظهرت أوائل النباتات المزهرة ومع معظم أنواع الأشجار الموجودة حاليا.
توجد مؤشرات إلى سقوط نيزك كبير في نهاية الحقبة الوسطى على شبه جزيرة يوكاتان في المكسيك . يعتبر هذا الحد هو سبب انقراض العصر الطباشيري-الثلاثي الذي أدى إلى انقراض نحو 50% من جميع الحيوانات والنباتات ؛ ومن ضمنها انقرضت أيضا الديناصورات والديناصورات الطائرة والأمونيت والبليمنويديا (حيوانات بحرية تشبه الرأسقدميات)، وكذلك معظم ما كان يعيش من الزواحف البحرية.

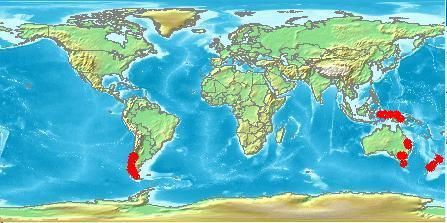
مناطق بقايا أشجار زان جنوبي متحجرة ؛ كانت منتشرة في القارة العظمى غندوانا. ويرى توزيعها الحالي في القارات المعاصرة.

## انزياح القارات

انزياح القارات

الصور التالية توضح انزياح القارات بين 240 مليون سنة و94 مليون سنة سيقت خلال الحقبة الجيولوجية الوسطى.
بدأت الحقبة بحدث انقراض عظيم يعتبر أشد الاحداث التي حدثت على الأرض وهو انقراض العصر البرمي الترياسي وانتهت انقراض العصر الطباشيري-الثلاثي قبل 65 مليون سنة.
أدى هذا الحدث الأخير إلى انقراض الديناصورات وبعض الحيوانات الأخرى وبعض النباتات، وقضي على نحو 50% من الحياة على الأرض. وعاصرت الحقبة الوسطى انفصال القارة العظمى بانجيا إلى لوراسيا في الشمال و غندوانا في الجنوب. ثم انشقت تلك القارتان الكبيرتان تدريجيا لتتخذ شكلا قريبا مما نعاصره الآن من توزيع لليابسة، ونشأة للفصول المناخية، وبدأ تجمد الجليد عند القطبين الشمالي والجنوبي.
كانت الأرض بصفة عامة أدفأ مما هي عليه الآن. ظهرت الديناصورات في أواخر العصر الثلاثي (الترياسي)، وسادت على جميع الحيوانات الفقرية خلال العصر الجوراسي، وظلت سائدة لمدة 135 مليون سنة حتى انقضت خلال انقراض العصر الطباشيري.
ظهرت الطيور لأول مرة خلال الجوراسي وتتطورت من أحد فروع الثيروبودا من الدينوصورات. كما ظهرت أيضا أوائل الثدييات خلال الحقبة الوسطى ولكنها كانت صغير الأحجام ولا تزيد عن 15 كيلوجرام. استطاعت الطيور والثدييات والتماسيح المعيشة بعد انقراض العصر الطباشيري-الثلاثي وتتطورت إلى ما نعهده اليوم من حيوانات.